# Carlos Gómez Sánchez
Carlos Gómez Sánchez (Lima, Perú, 4 de octubre de 1923 - 21 de septiembre de 1980) fue un futbolista peruano que se desempeñaba como Interior izquierdo.
Apodado «Tábano», fue un delantero de técnica exquisita, genial creación y exhibición de juego, gran potencia y liderazgo natural. Es ídolo de Alianza Lima, único club peruano por el que jugó. Es uno de los pocos ídolos del club que no posee título alguno.
Fue uno de los mejores futbolistas peruanos de los años 40, muchas veces señalado como el más destacado jugador de Alianza Lima de aquella década. Era un mediapunta o delantero interior por izquierda de gran habilidad técnica, rapidez y visión de gol. En 1947 integró y fue figura de la selección peruana que asistió a la Copa América, aquella destacada actuación en el torneo continental le valió ser contratado por Boca Juniors al año siguiente, club con el que jugó una gran y única temporada anotando 7 goles. Tras ello emigró a Colombia para enrolarse al América de Cali coincidiendo allí con su compatriota Félix Castillo.

## Carrera
El Tábano llegó al club en 1943 con tan solo 20 años, procedente del Santiago Barranco. Desde el inicio ganó especial protagonismo, haciendo gran equipo con otros grandes referentes de la época como lo fueron Adelfo Magallanes y Teódulo Legario. No solamente era ya reconocido por su calidad técnica, también era un líder natural. Así lo reconoció Cornelio Heredia, otro gran jugador e ídolo aliancista, curiosamente también reconocido como un gran líder dentro del campo de juego. Sus grandes actuaciones en el club lo llevaron rápidamente a la selección peruana. Fue precisamente jugando por la selección que lo vieron emisarios del que sería su próximo equipo: el Club Atlético Boca Juniors. Anotó 3 goles en el Sudamericano de 1947, en el cual compartió una delantera de ensueño junto con Willy Barbadillo, Máximo Mosquera y Valeriano López. Los argentinos, maravillados, buscaron su fichaje. Al año siguiente llegó al club argentino, disputó 21 partidos y anotó 7 goles, todos de titular y sin salir reemplazado. En Boca Juniors jugó con grandes ídolos del club argentino, como lo fueron Natalio Pescia y Mario Boyé. Fue durante su estancia en Argentina que se ganó el apodo de Tábano. En 1949, fue a disputar otro sudamericano, tras el cual regresó a Alianza. 
El año siguiente, en pleno apogeo tanto de su carrera como del fútbol colombiano, fue fichado por el América de Cali junto con los blanquiazules Gerardo Arce, Alejandro González y Félix Castillo. Allí disputó las temporadas de 1950 y 1951. Tras su paso por el Dorado colombiano, regresó a Alianza Lima para disputar el campeonato de 1952. Aunque muchas fuentes dan como ganador del torneo al Tábano, esto no es cierto. No solo porque todas coinciden en que nunca llegó a jugar con su hermano menor, Óscar Gómez Sánchez, sino porque de hecho, se lesionó. Llegó a disputar un amistoso en enero de aquel año contra Universitario de Deportes, pero no el campeonato de aquel año, ya que poco tiempo después se lesionó jugando un partido de fulbito en una cancha de Chorrillos, apodada "Cancha de los muertos", y con eso se terminó su carrera futbolística poco antes de cumplir 29 años.
Sin embargo, no quedó ahí su vínculo con el club, ya que permaneció siempre cerca del plantel. Asumió la función de Director Técnico en la Temporada Internacional de 1961, cuando Alianza Lima enfrentó a los fuertes equipos extranjeros Botafogo y Palmeiras de Brasil, y Peñarol de Uruguay.

## Familia aliancista
La familia Gómez está, tanto como la Castillo o la Lazón, íntimamente ligada a la historia blanquiazul. No solamente su hermano, el Huaqui, es otro ídolo de Alianza Lima y de la selección peruana, sino que también su hijo, Carlos Gómez Laynes, fue futbolista y canterano del club. Los hijos de éste son Carlos Gómez Urrutia, canterano y exfutbolista del club y Coraima Gómez, voleibolista de la cantera aliancista y seleccionada nacional. Es también familiar indirecto del máximo goleador histórico de la selección peruana, Paolo Guerrero.

## Clubes
| Club            | País      | Año                | PJ  | Goles |
| --------------- | --------- | ------------------ | --- | ----- |
| Alianza Lima    | Perú      | 1942 - 1947 / 1949 | 132 | 25    |
| Boca Juniors    | Argentina | 1948               | 21  | 7     |
| América de Cali | Colombia  | 1950 - 1951        | 29  | 10    |